# فقمة الكاريبي الراهبة
فقمة الكاريبي الراهبة هو نوع من زعنفيات الأقدام يعيش في بحر الكاريبي، يعتقد بانه انقرض حالياً.